# 喝采座
『喝采座 伝統芸能へのアプローチ』（かっさいざ・でんとうげいのうへのアプローチ）は、2007年4月5日から2008年3月27日まで、奈良テレビで毎週木曜日の22:00 - 22:30（JST）に放送されていた教養番組である。

## 概要
歌舞伎、能、文楽、雅楽など日本人のこころに響く無形の文化的財産を紹介する、伝統芸能をテーマとした教養番組である。
本番組にMCとして出演していた弓場は、奈良テレビ放送の社長就任後、「企業のリーダーは自らが広告塔に徹していくべきだ」という考えのもと、弓場自らが制作総指揮として番組の制作に関与する番組や、ゲストや司会として出演する番組を多数スタートさせた。本番組もこうした経緯でスタートした番組の一つであった。
弓場の社長退任前の2008年3月に弓場が関わる番組が一斉に終了した際、本番組も同年3月27日を以って放送を終了した。
本番組は、弓場の社長在任時に書籍化が行われ、計1巻が発売されていた。

## 出演者
- 弓場季彦
- 小野田リカ
- 池田奈月
- 奥井ともこ

## 放送時間
- 毎週木曜日 22:00 - 22:30（30分間）

## 関連書籍
- 喝采座第1幕 伝統芸能へのアプローチTVN「喝采座」保存版